# Wat Bot (huyện)
Wat Bot (tiếng Thái: วัดโบสถ์) là một huyện (amphoe) ở phía bắc thuộc tỉnh Phitsanulok, phía bắc Thái Lan.

## Lịch sử
Tambon Wat Bot đã được tách ra từ huyện Phrom Phiram và lập một tiểu huyện (King Amphoe) vào ngày 1 tháng 1 năm 1948. Đơn vị này đã được nâng cấp thành huyện ngày 6 tháng 6 năm 1956.

## Địa lý
Các huyện giáp ranh (từ phía đông theo chiều kim đồng hồ): Chat Trakan, Wang Thong, Mueang Phitsanulok, Phrom Phiram thuộc tỉnh Phitsanulok, Phichai và Thong Saen Khan thuộc tỉnh Uttaradit.
Wat Bot nằm giữa lưu vực sông Nan, thuộc lưu vực lớn hơn của sông Chao Phraya. Sông Khwae Noi chảy qua huyện này.
Một phần của Wat Bot thuộc rừng bảo tồn quốc gia Khwae Noi, gần đây được đưa vào Vườn quốc gia Kaeng Chet Khwae.

## Hành chính
Huyện này được chia thành 6 phó huyện (tambon), các đơn vị này lại được chia ra thành 61 làng (muban). Thị trấn (thesaban tambon) Wat Bot nằm trên một phần của tambon Wat Bot, Tha Ngam và Thothae. Có 6 Tổ chức hành chính tambon.
| STT | Tên        | Tên tiếng Thái | Số làng | Dân số |  |
| --- | ---------- | -------------- | ------- | ------ |  |
| 1.  | Wat Bot    | วัดโบสถ์         | 10      | 7.978  |  |
| 2.  | Tha Ngam   | ท่างาม          | 13      | 6.267  |  |
| 3.  | Thothae    | ท้อแท้           | 8       | 6.294  |  |
| 4.  | Ban Yang   | บ้านยาง         | 11      | 6.520  |  |
| 5.  | Hin Lat    | หินลาด          | 9       | 4.608  |  |
| 6.  | Khan Chong | คันโช้ง          | 10      | 5.498  |  |

## Đền chùa
Có 34 chùa ở huyện Wat Bo.